# Whaddon (Alderbury)
Whaddon – wieś w Anglii, w Wiltshire, w dystrykcie (unitary authority) Wiltshire. Leży 6.2 km od miasta Salisbury i 125.6 km od Londynu. Whaddon jest wspomniana w Domesday Book (1086) jako Watedene.